# Sveta Sara
Sveta Sara, znana tudi kot Sara la Kali ("črna Sara", romsko Sara e Kali), zavetnica Romov, * 1. stoletje, Egipt, † 1. stoletje, Saintes-Maries-de-la-Mer, Camargue.
Sveta Sara je zavetnica Romov. Središče njenega čaščenja je Saintes-Maries-de-la-Mer, romarsko mesto Romov v Camargu na jugu Francije. V legendah je opisana kot služabnica ene od treh Marij, s katero naj bi prispela v Camargue. Katoliška cerkev je ne priznava za svetnico in pripada kategoriji ljudskega krščanstva.
Dan romanja v čast Sare je 24. maja. Na ta dan njen kip odnesejo do  morja, s čimer ponazorijo njen prihod v Francijo.